# Багдад Бунеджах
Багдад Бунеджах (араб. بغداد بو نجاح, нар. 30 листопада 1991, Оран) — алжирський футболіст, нападник клубу «Ас-Садд» і національної збірної Алжиру.
У складі збірної — володар Кубка африканських націй 2019 року.

## Клубна кар'єра
У дорослому футболі дебютував 2011 року виступами за команду клубу «УСМ Ель-Хараш», в якій провів два сезони, взявши участь у 48 матчах чемпіонату. Більшість часу, проведеного у складі «УСМ Ель Хараша», був основним гравцем атакувальної ланки команди. У складі «УСМ Ель-Хараша» був одним з головних бомбардирів команди, маючи середню результативність на рівні 0,33 голу за гру першості.
Своєю грою за цю команду привернув увагу представників тренерського штабу клубу «Етюаль дю Сахель», до складу якого приєднався 2013 року. Відіграв за суську команду наступні два сезони своєї ігрової кар'єри. Граючи у складі «Етюаль дю Сахель» також здебільшого виходив на поле в основному складі команди. В новому клубі був серед найкращих голеодорів, відзначаючись забитим голом в середньому щонайменше у кожній третій грі чемпіонату.
До складу клубу «Ас-Садд» приєднався 2015 року. У складі катарської команди став основною ударною силою у нападі, протягом перших чотирьох років у Катарі забив 81 гол у 59 іграх першості.

## Виступи за збірні
У 2016 році захищав кольори олімпійської збірної Алжиру, учасник  футбольного турніру на Олімпійських іграх 2016 року у Ріо-де-Жанейро.
З 2013 року захищає кольори національної збірної Алжиру. Був учасником Кубка африканських націй 2017 року.
2019 року поїхав на свій другий Кубок африканських націй, на якому був одним з основних нападників команди і відзначився одним голом на груповому етапі, а його команда завоювала другий в її історії титул чемпіона Африки.

## Досягнення

### Клубні
- Володар Кубка Тунісу з футболу (3):

«Етуаль дю Сахель»: 2012, 2013-14, 2014-15
- Володар Кубка конфедерації КАФ (1):

«Етуаль дю Сахель»: 2015
- Чемпіон Катару (3):

«Ас-Садд»: 2018-19, 2020-21, 2021-22
- Володар Кубка Еміра Катару (3):

«Ас-Садд»: 2017, 2020, 2021
- Володар Кубка наслідного принца Катару (3):

«Ас-Садд»: 2017, 2020, 2021
- Володар Кубка шейха Яссіма (2):

«Ас-Садд»: 2017, 2019
- Володар Кубка зірок Катару (1):

«Ас-Садд»: 2019-20

### Збірні
- Володар Кубка африканських націй (1):

 Алжир: 2019
- Переможець Кубка арабських націй (1):

 Алжир: 2021